# اس‌اس آلتایر (تی-ای‌کی‌آر-۲۹۱)
اس‌اس آلتایر (تی-ای‌کی‌آر-۲۹۱) (به انگلیسی: SS Altair (T-AKR-291)) یک کشتی است که طول آن ۹۴۶ فوت ۲ اینچ (۲۸۸ متر) می‌باشد. این کشتی در سال ۱۹۷۳ ساخته شد.